# 大久保毅
大久保 毅（おおくぼ たけし、1977年7月30日 - ）は鹿児島県出身、サッカー指導者。日本サッカー協会公認A級コーチ。

## 来歴
鹿児島県内のクラブチームなどを指導した後、2008年よりV・ファーレン長崎のコーチに就任。
2009年6月4日、東川昌典の監督解任に伴って長崎の監督に就任したが、同年6月30日に一身上の都合により、監督を辞任した。
2013年、FC KAGOSHIMAのコーチ就任。同年6月にFC KAGOSHIMAの監督に就任した。
2014年、FC KAGOSHIMAとヴォルカ鹿児島が統合して発足した鹿児島ユナイテッドFCの初代監督に就任。2014年シーズンをもって契約満了により鹿児島Uの監督を退任し、2015年より鹿児島Uのアカデミーダイレクター兼U-18監督に就任した。

## 所属クラブ
- 鹿児島県立吹上高等学校
- 太陽スポーツクラブU-12
- 太陽スポーツクラブU-15
- Liberty FC U-15

## 指導歴
- 1999年-2003年 太陽スポーツクラブ
  - 1999年4月-2001年3月 U-12監督
  - 2001年4月-2003年3月 U-15監督
- 2003年4月-2004年3月 鹿児島県体育協会 競技力向上コーチ
- 2004年4月-2008年2月 Liberty FC U-15監督
- 2008年-2009年 V・ファーレン長崎
  - 2008年3月-2009年6月3日 コーチ
  - 2009年6月4日-2009年6月30日 監督
- 2013年 FC KAGOSHIMA
  - 2013年-2013年6月 コーチ
  - 2013年6月-2013年12月 監督
- 2014年- 鹿児島ユナイテッドFC
  - 2014年 監督
  - 2015年- アカデミーダイレクター兼U-18監督